# Emil Dannemark
Emil Dannemark (Weywertz, 7 juli 1957) is een Belgisch Duitstalig politicus voor de liberale Partei für Freiheit und Fortschritt.

## Levensloop
Dannemark werd beroepshalve medewerker van een papierfabriek in Malmedy. Hij was eveneens lid van de raad van bestuur van het ziekenhuis van Sankt-Vith en woordvoerder van een internationale volkssportvereniging. Bovendien was hij voorzitter van de volkssportvereniging van de Duitstalige Gemeenschap en ondervoorzitter van de Belgische volkssportvereniging.
In 1989 werd hij verkozen tot gemeenteraadslid van Bütgenbach, waar hij van 1995 tot 2001 OCMW-voorzitter was. Van 2001 tot 2018 was hij burgemeester van de gemeente. In 2018 verliet hij de gemeentepolitiek van Bütgenbach.
Van 2007 tot 2014 zetelde hij tevens in het Parlement van de Duitstalige Gemeenschap.